# Clytocerus siculus
Clytocerus siculus är en tvåvingeart som beskrevs av Sara 1953. Clytocerus siculus ingår i släktet Clytocerus och familjen fjärilsmyggor. Inga underarter finns listade i Catalogue of Life.